# FIFA Manager 14
FIFA Manager 14 — тринадцатая игра из серии игр FIFA Manager, выпущенная компанией EA Sports. Выпущена на Windows 23 октября 2013 года.

## Особенности

### Лицензии
- Количество официально представленных клубов — 1000
- Общее количество игроков — 35000
- Количество лиг — 70

### Игровые особенности
Новый вид командной матрицы, раздел с разными футбольными слухами, появится раздел психологический профиль и расширенная статистика.

## Лиги
FIFA MANAGER 14 сохраняет все лицензии FIFA Manager 13, но с добавлением Бразильской Серии А, Чемпионата Чили, Колумбийской Лиги Постобон, Аргентинского Чемпионата и Польской Экстраклассы. Также добавлены лицензированные составы для всех команд украинской Премьер-лиги, Чемпионата Хорватии и Чешской Гамбринус Лиги.